# Egemonia tebana

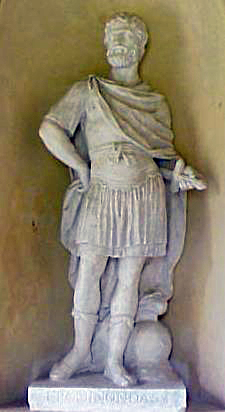
Epaminonda, il maggiore artefice dell'egemonia tebana.

Egemonia tebana è il nome dato al periodo in cui la città di Tebe dominò la Grecia grazie alla sua potenza militare: esso va dal 371 a.C., con la battaglia di Leuttra, al 362 a.C., con la battaglia di Mantinea, anche se la città cercò di mantenere la sua potenza fino alla definitiva ascesa del regno di Macedonia di Filippo II, che la inglobò nel 346 a.C.

## Cause
Tebe riuscì ad imporsi grazie al collasso di Atene, seguito alla sconfitta nella guerra del Peloponneso (431-404 a.C.) e dal progressivo declino di Sparta, dovuto anche all'inconcludente guerra di Corinto (395-386 a.C.).
Anche in patria, però, Tebe poté godere di due grandi vantaggi: in primo luogo i due leader democratici dell'epoca, Pelopida ed Epaminonda (che erano saliti al potere abbattendo, nel 379 a.C., il governo oligarchico filo-spartano instaurato da Febida e Leonziade nel 382), erano decisi a perseguire una politica estera aggressiva, che portò alle celebri vittorie militari tebane; in secondo luogo, le innovazioni militari introdotte da Epaminonda, indicate col termine di falange obliqua.

## Storia

### Origini
Tebe, che tradizionalmente dominava la lega beotica (una confederazione di poleis oligarchiche di lingua eolica stanziate a nord-ovest dell'Attica, dominata da Atene), cominciò ad imporsi fuori dalla Beozia nel 373 a.C., quando distrusse la città di Platea, unica alleata di Atene in Beozia.
Ciò fu visto come un affronto dagli Spartani, che ritennero necessario sconfiggere Tebe per riaffermare la loro ormai traballante egemonia sulla Grecia.
Nella battaglia di Leuttra (371 a.C.), però, Epaminonda sfoggiò una nuova tecnica militare, la falange obliqua, grazie alla quale inflisse una pesante sconfitta all'esercito spartano comandato dal re Cleombroto I, che morì nello scontro assieme a 400 dei 700 Spartiati presenti.

### L'affermazione

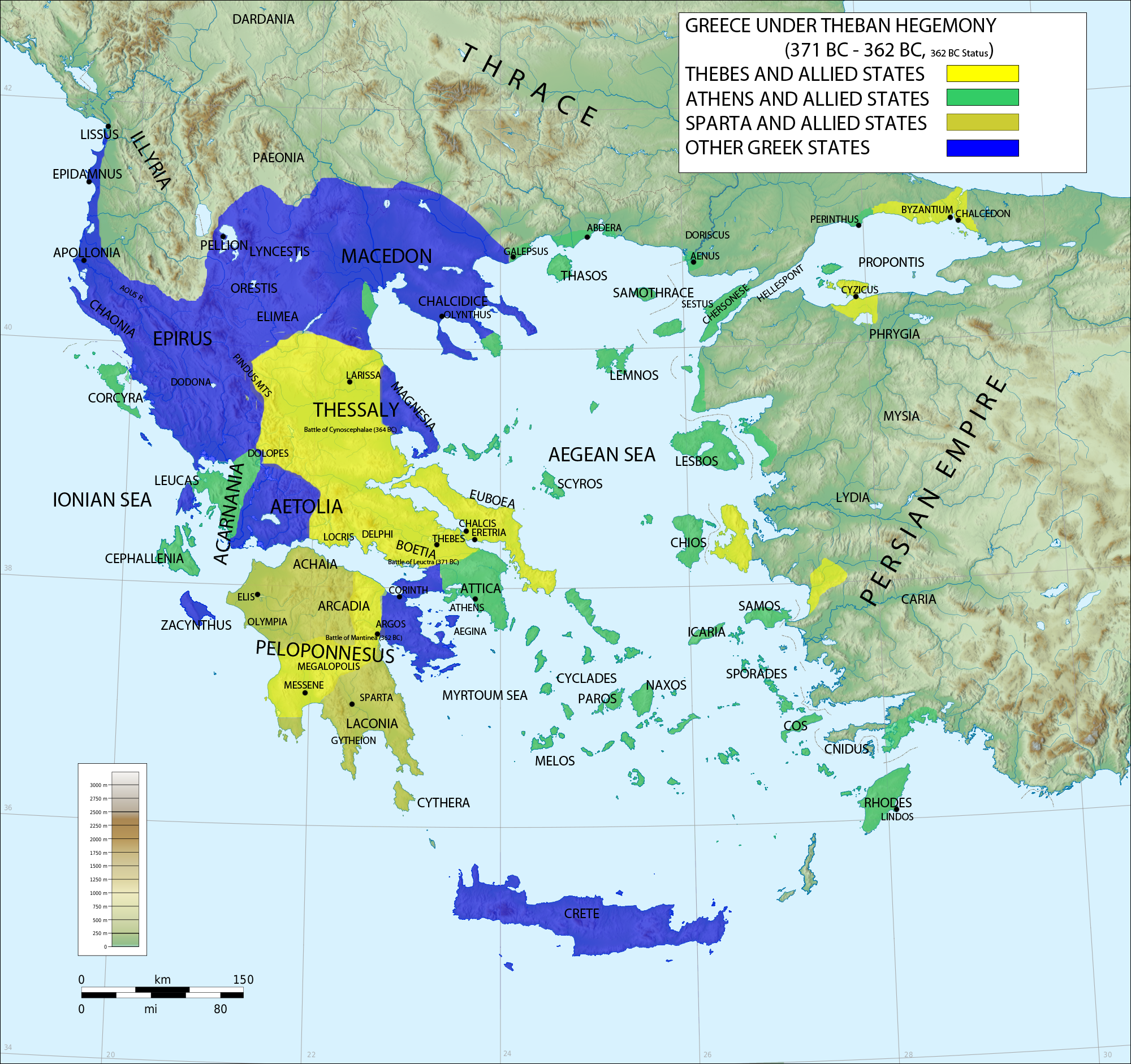
L'egemonia tebana

L'aver infranto il dogma dell'imbattibilità spartana, che aveva secoli e secoli di storia, rese Tebe padrona della Grecia. Nel 369 a.C., comandato da Epaminonda, a sud l'esercito tebano invase la Messenia e l'Arcadia dal dominio spartano e, per tener a bada gli Spartani, creò la lega arcadica; a nord, invece, prese la Tessaglia e la città strategica di Fere, prendendo il futuro Filippo II di Macedonia in ostaggio.
Il successo, però, non fu totale: nel 364 a.C. Pelopida morì combattendo a Cinocefale contro Alessandro di Fere, che stava tentando di sottomettere la Tessaglia.

### La fine
I Tebani, però, pretesero troppo: mentre tentavano di espandersi a nord, la loro potenza a sud declinò.
Il re di Sparta Agesilao assemblò un esercito peloponnesiaco composto dalle città che non sopportavano l'egemonia tebana e a Mantinea, nella più grande battaglia dell'antica Grecia per numero di opliti coinvolti, riuscì ad uccidere Epaminonda ma non a sconfiggerlo, e il suo sogno di ristabilire la potenza spartana fallì.
Per entrambi gli eserciti fu una vittoria di Pirro (ante litteram): Sparta non aveva le risorse umane e finanziarie per riconquistare il suo impero, mentre Tebe, oltre ad aver perso i due generali che le avevano permesso di raggiungere l'apice della potenza, aveva anch'essa esaurito le risorse con le quali era riuscita a mantenere la sua egemonia.
Tebe, comunque, cercò di mantenere la sua potenza con la diplomazia e con la sua influenza nell'anfizionia di Delfi, ma quando scoppiò la terza guerra sacra (355 a.C.) non riuscì a risolvere il conflitto; la guerra finì nel 346 a.C., ma non grazie alle forze degli stati greci, bensì a causa dell'intervento di Filippo di Macedonia. L'inizio dell'ascesa macedone, che si concluse con la decisiva vittoria di Cheronea (338 a.C.), segnò anche la fine dell'egemonia tebana, che era già notevolmente decaduta.